# Brauerei Leonhard Waas
Brauerei Leonhard Waas – browar w Gdańsku przy Poggenpfuhl 43 (ul. Żabi Kruk) działający w latach 1900–1929.

## Historia
Browar założył w 1900 Karl Pantel. W 1908 przejął go syn Peter Pantel. Następnie, w 1913 wszedł w posiadanie Maxa Sokolowskiego, w 1919 Leonharda Waasa (-1939), b. właściciela browaru Allensteiner Brauhaus, Leonhard Waas w Olsztynie (1910-1913). W 1929 został przejęty przez Danziger Aktien Bierbrauerei i zlikwidowany, zaś Leonhard Waas przejął browar Henschener Brauerei, Leonhard Waas w Radkowie na Dolnym Śląsku (1933-1945).

## Kolejne nazwy
- Brauerei Karl Pantel 1900
- Brauerei Peter Pantel 1908, Erste Danziger Weissbierbrauerei Peter Pantel
- Brauerei Peter Pantel Nachf. Inh. MaxSokolowski 1913
- Erste Danziger Weiß- Doppel-Malzbierbrauerei Leonhard Waas 1919